# 조영수 (작가)
조영수는 대한민국의 텔레비전 드라마 작가이다. 

## 영화
- 2017년 영화 《아이 캔 스피크》 ... 각색
- 2018년 영화 《골든 슬럼버》 ... 각색

## 드라마
- 2022년 KBS2 수목 미니시리즈 《당신이 소원을 말하면》 ... 집필